# Olivera Injac

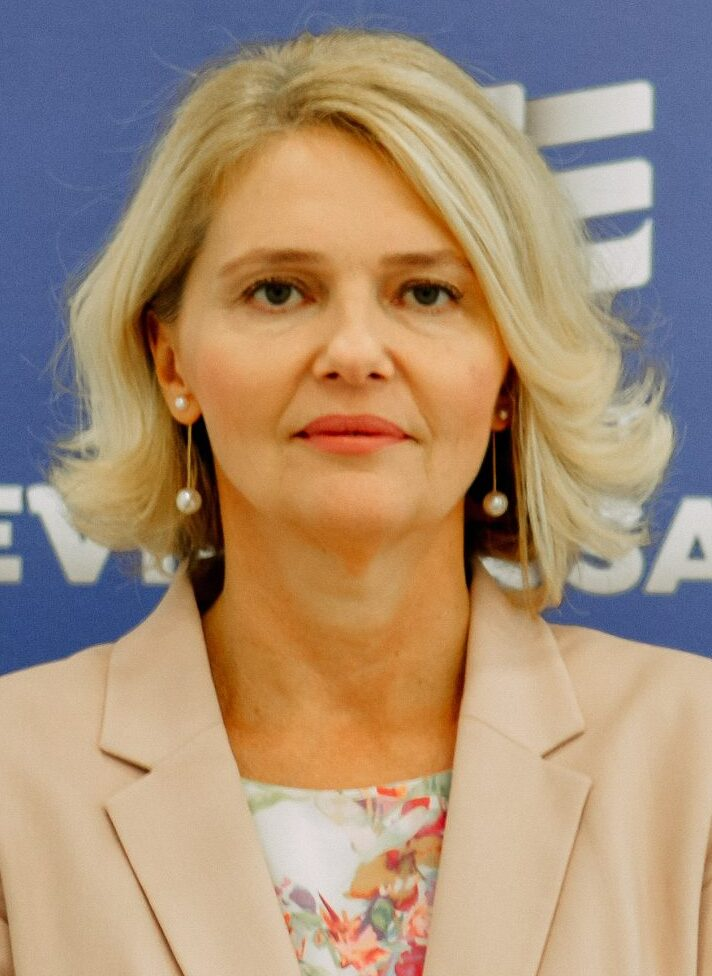
Olivera Injac (2023)

Olivera Injac (montenegrinisch–kyrillisch: Оливера Ињац; * 1972 in Titograd, Jugoslawien) ist eine montenegrinische Hochschullehrerin und Politikerin. Seit dem 13. April 2023 ist sie die Bürgermeisterin von Podgorica.

## Leben

### Studium
Olivera Injac wurde 1976 in Titograd (dem heutigen Podgorica) in der Sozialistischen Republik Montenegro in Jugoslawien geboren. Sie studierte zunächst an der Philosophischen Fakultät der Universität Montenegro in Nikšić, wo sie ihr Grundstudium 1999 abschloss. Es folgte ein Master an der Fakultät für Politik in Podgorica, das sie 2005 mit einer Arbeit über die soziologischen Dimensionen des zeitgenössischen europäischen Terrorismus abschloss. In ihrer Doktorarbeit befasste sie sich mit den kulturellen Aspekten internationaler Sicherheit, der Doktorgrad wurde ihr 2011 verliehen.

### Karriere
Injac arbeitete zunächst von 1999 bis 2008 im montenegrinischen Innenministerium und war dort insbesondere im Sicherheitssektor tätig. 2008 begann sie ihre akademische Karriere an der Universität Donja Gorica, wo sie als Professorin für Sicherheit unterrichtet. Ihre Forschungsthemen sind unter anderem nationale und internationale Sicherheit, Sicherheitsrisiken, Terrorismus und Sicherheitskultur. Zu diesen Themen verfasste Injac einige Aufsätze und Bücher, hielt zahlreiche Vorträge und nahm an diversen Forschungsprojekten teil. Sie ist Mitglied des Redaktionsausschusses der Fachzeitschrift des slowenischen Verteidigungsministeriums – Contemporary Military Challenges – und der internationalen Fachzeitschrift des Verteidigungsministeriums von Nordmazedonien – Contemporary Macedonian Defence.

### Politische Karriere
Am 27. November 2020 wurde die parteilose Injac vom designierten montenegrinischen Premierminister Zdravko Krivokapić zur montenegrinischen Verteidigungsministerin ernannt, ein Amt, das sie von Dezember 2020 bis April 2022 innehatte. Mit dem Regierungswechsel legte sie ihr Amt nieder.
Im August 2022 wurde sie Mitglied der neugegründeten Partei Evropa sad! (Europa jetzt), die von den ehemaligen Ministern Milojko Spajić und Jakov Milatović gegründet worden war, und wurde Vizepräsidentin der Partei. Bei den Lokalwahlen im gleichen Jahr wurde sie in den Stadtrat Podgoricas gewählt. 2023 wurde Injac Bürgermeisterin von Podgorica und war damit die erste Frau, die dieses Amt innehatte.